# إيريتاتور

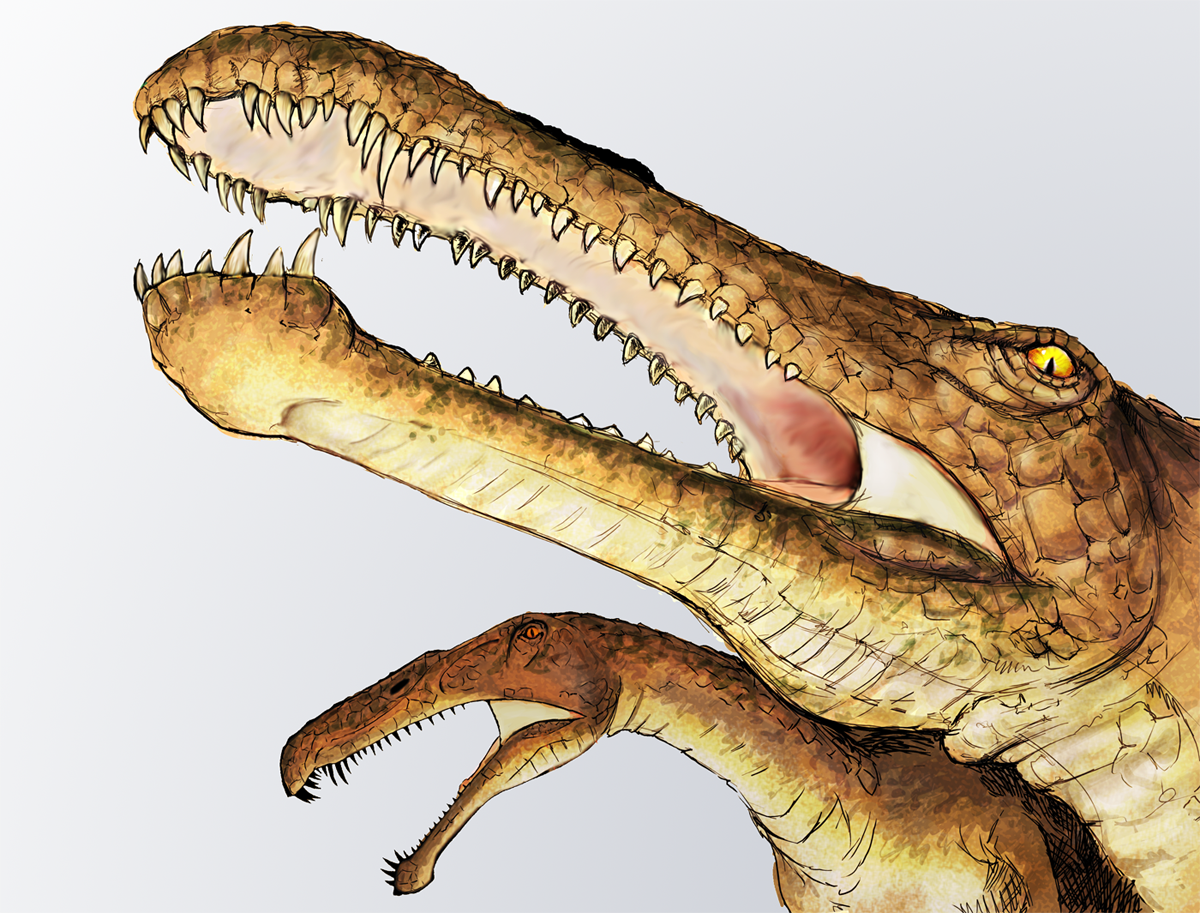
إعادة إنشاء

الإيريتاتور (Irritator) هو جنس من ديناصورات السپينوصوريات التي عاشت في عصر الطباشيري المبكر (مرحلة الألبي) منذ نحو 110 مليون سنة مضت، تشير التقديرات الحالية إلى طوله بلغ 8 أمتار، وفي عام 2010 أعطى الإحاثي جريجوري إس بول تقدير أقل هو 7.5 أمتار وطن واحد  وقد وُجد في البرازيل، الإيريتاتور كان ثيروپود مع عرف غير عادي على الجزء الخلفي من رأسه.

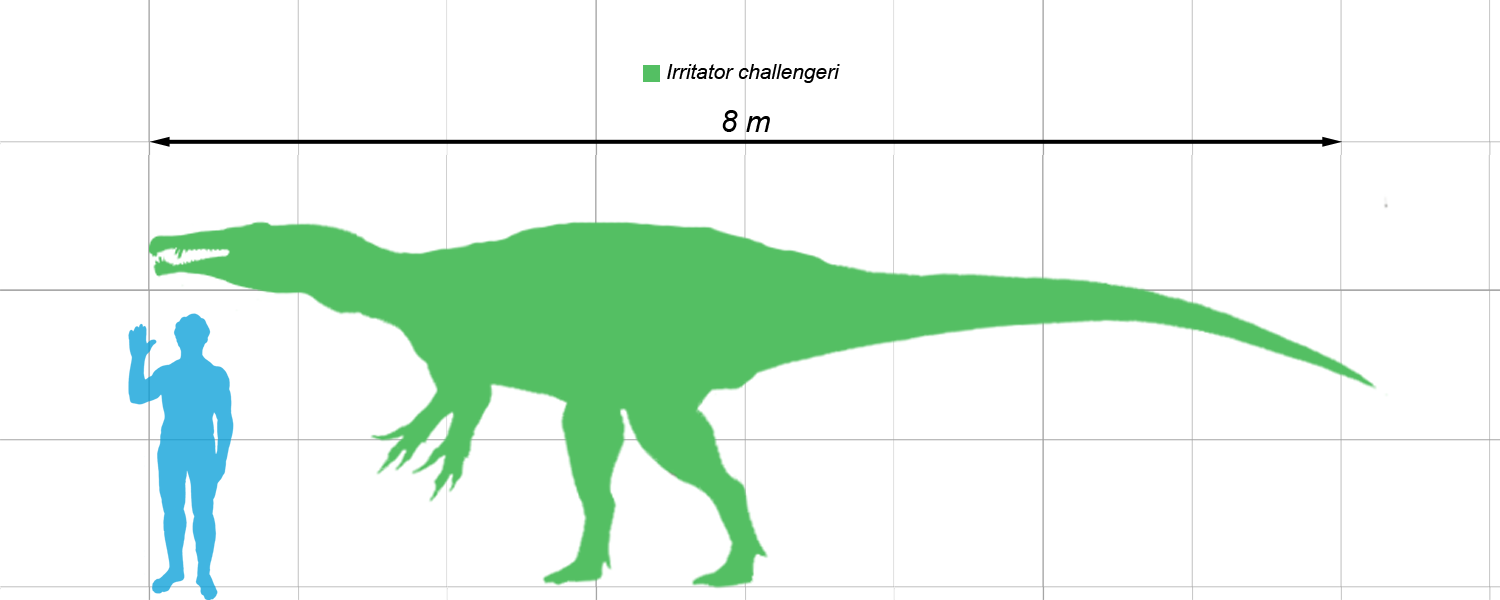
مقارنة حجم الإيريتاتور مع حجم الإنسان

## وصلات خارجية
- Irritator at The Theropod Database
- Diagram of the skull pieces found from Irritator.
- Angaturama(Irritator) on post stamp